# People's Choice Award des European Film Awards
Pour les articles homonymes, voir People's Choice Award (homonymie).
Le People's Choice Award est une récompense cinématographique spéciale décernée depuis 1997 par l'Académie européenne du cinéma lors de la cérémonie annuelle des prix du cinéma européen. Il est remis à l'issue d'un vote du public sur Internet.

## Palmarès

### Années 1990
- 1997 : The Full Monty  Royaume-Uni

### Années 2000
- 2003 : Good Bye, Lenin!  Allemagne
- 2004 : Head-On (Gegen die Wand)  Allemagne
- 2005 : Sophie Scholl - les derniers jours (Sophie Scholl – Die letzten Tage)  Allemagne
- 2006 : Volver  Espagne
- 2007 : L'Inconnue (La sconosciuta)  Italie
- 2008 : Harry Potter et l'Ordre du phénix (Harry Potter and the Order of the Phoenix)  Royaume-Uni
  - Bienvenue chez les Ch'tis •  France
- 2009 : Slumdog Millionaire  Royaume-Uni
- 2009 : Le Transporteur 3  France  États-Unis  Royaume-Uni

### Années 2010
- 2010 : Mr Nobody  Belgique
  - Millénium 2 : La Fille qui rêvait d'un bidon d'essence et d'une allumette (Flickan som lekte med elden)  Suède  Danemark  Allemagne
  - Soul Kitchen  Allemagne
  - Baarìa (Baarìa pour La porta del vento)  Italie
  - Le Premier qui l'a dit (Mina vaganti)  Italie
  - Une éducation (An Education)  Royaume-Uni
  - Agora  Espagne  Malte
  - The Ghost Writer  Royaume-Uni  France  Allemagne
  - Kick-Ass  Royaume-Uni  États-Unis
  - Le Petit Nicolas  France

- 2011 : Le Discours d'un roi (The King's Speech)  Royaume-Uni
  - Animaux et Cie (Konferenz der Tiere)  Allemagne
  - Même la pluie (También la lluvia)  Espagne
  - Revenge (Hævnen)  Danemark
  - Les Petits Mouchoirs  France
  - Potiche  France
  - Sans Identité (Unknown)  Royaume-Uni
  - Benvenuti al Sud  Italie

- 2012 : Hasta la vista  Belgique

- 2013 : La Cage dorée  Portugal  France
  - Alabama Monroe (The Broken Circle Breakdown)  Belgique
  - Les Amants passagers (Los amantes pasajeros)  Espagne
  - Anna Karénine (Anna Karenina)  Royaume-Uni
  - The Best Offer (La migliore offerta)  Italie
  - The Impossible (Lo Imposible)  Espagne
  - Kon-Tiki  Norvège  Suède  Royaume-Uni
  - Love Is All You Need (Den skaldede frisør)  Danemark
  - Oh Boy  Allemagne
  - Sugar Man (Searching for Sugar Man)  Suède  Royaume-Uni
  - Survivre (Djúpið)  Islande

- 2014[1] : Ida  Pologne
  - La Belle et la Bête  France  Allemagne
  - Deux jours, une nuit  France  Belgique
  - Nymphomaniac - Director's Cut  Danemark  Allemagne  France  Belgique
  - Philomena  Royaume-Uni
  - Le vieux qui ne voulait pas fêter son anniversaire (Hundraåringen som klev ut genom fönstret och försvann)  Suède

- 2015 : La isla mínima d'Alberto Rodríguez

- 2016 : Cialo

- 2017 : Stefan Zweig, adieu l'Europe de Maria Schrader

- 2018 : Call Me by Your Name de Luca Guadagnino  Italie
  - Borg McEnroe de Janus Metz Pedersen  Suède
  - Le Sens de la fête de Olivier Nakache et Eric Toledano  France
  - Dunkerque (Dunkirk) de Christopher Nolan  Royaume-Uni
  - Les Heures sombres (Darkest Hour) de Joe Wright  Royaume-Uni
  - In the Fade (Aus dem Nichts) de Fatih Akin  Allemagne
  - La Mort de Staline (The Death of Stalin) de Armando Iannucci  Royaume-Uni  France
  - Valérian et la Cité des mille planètes de Luc Besson  France
  - Confident Royal (Victoria & Abdul) de Stephen Frears  Royaume-Uni

- 2019 : Cold War (Zimna wojna) de Paweł Pawlikowski  Pologne
  - Border (Gräns) de Ali Abbasi  Suède
  - Dogman de Matteo Garrone  Royaume-Uni
  - Les Animaux fantastiques : Les Crimes de Grindelwald (Fantastic Beasts 2 : The Crimes of Grindelwald) de David Yates  Royaume-Uni
  - Girl de Lukas Dhont  Belgique
  - Heureux comme Lazzaro (Lazzaro Felice) de Alice Rohrwacher  Italie
  - Mamma Mia! Here We Go Again de Ol Parker  Royaume-Uni
  - Douleur et Gloire (Dolor y gloria) de Pedro Almodóvar  Espagne
  - Le Grand Bain de Gilles Lellouche  France
  - Parvana, une enfance en Afghanistan (The Breadwinner) de Nora Twomey  Irlande
  - La Favorite (The Favourite) de Yórgos Lánthimos  Royaume-Uni
  - The Purity of Vengeance Journal 64 de Christoffer Boe  Danemark